# Hofanlage Burwinkel 32
Die markante Hofanlage Burwinkel 32 in Elsfleth-Burwinkel stammt aus dem 18. und 19. Jahrhundert.

Aktuell (2023) wird sie als Wohnhaus und landwirtschaftlich genutzt.
Die Gebäude stehen unter Denkmalschutz (siehe auch Liste der Baudenkmale in Elsfleth).

## Beschreibung
Die Hofanlage auf einer Wurt mit tiefem Grundstück besteht aus:
- dem eingeschossigen giebelständigen Wohn- und Wirtschaftsgebäude vom späten 18. Jahrhundert als Zweiständer-Hallenhaus in Fachwerk, mit reetgedecktem weit überkragenden Krüppelwalmdach mit Fledermausgaube und Niedersachsengiebeln sowie Stallanbau vom Ende des 19. Jahrhunderts,[2]
- der eingeschossigen giebelständigen Scheune aus der Mitte des 19. Jahrhunderts in Fachwerk und Ankerbalkenkonstruktion mit Steinausfachungen, Walmdach mit Niedersachsengiebeln, Querdurchfahrt und zwei neueren nördlichen und südlichen Anbauten[3]
- sowie weiteren nicht denkmalgeschützten Nebenanlagen.

Das Landesdenkmalamt befand: „… geschichtliche Bedeutung … als beispielhafte, im Kern aus dem späten 18. Jh. stammende Hofanlage … .“